# Setge de Toló (1707)
|  | Per a altres significats, vegeu «Batalla de Toló». |

El setge de Toló de 1707 va durar del 29 de juliol al 21 d'agost de 1707 en el marc de la Guerra de Successió Espanyola. Les forces aliades van haver d'aixecar el setge sense aconseguir capturar la ciutat de Toló.

## Antecedents
Després del fracàs del setge de Torí en 1706, les forces franceses del Piemont van retirar-se a través dels Alps fins al Comtat de Savoia. Malgrat la victòria a Castiglione dos dies després, les guarnicions a Llombardia van quedar aïllades i no es van poder reforçar. La Convenció de Milà de març de 1707 entre França i Àustria va lliurar Milà i altres ciutats franceses ocupades a Llombardia a l'exèrcit imperial, i les guarnicions pogueren tornar a França.
Víctor Amadeu II de Savoia finalment va recolzar un atac a la base francesa a Toló per reforçar la supremacia naval aliada, i donant suport a la revolta protestant dels camisards aconseguiria la retirada de les forces borbòniques d'Espanya i podria recuperar Vilafranca de Mar i al comtat de Savoia. L'abril de 1707, els aliats ja havien reunit un exèrcit de 35.000 homes, però la campanya es va retardar fins al juliol quan els austríacs van separar 10.000 soldats per capturar Nàpols, i la consolidació del poder dels Habsburg a Itàlia va fer que Victor Amadeu fos prudent. Algunes guarnicions franceses encara mantenien parts del nord-oest del Piemont mentre que molts dels compromisos adquirits per Àustria en el Tractat de Torí del 1703 no s'havien complert.

## El setge
El príncep Eugeni de Savoia va decidir creuar el riu Var l'11 de juliol i va arribar a Fréjus el 16 de juliol de 1707, on es va unir a la flota britànica que manava l'almirall Cloudesley Shovell. Amb tot, les tergiversacions de Víctor Amadeu II de Savoia van permetre que els reforços espanyols comandades pel Duc de Berwick arribessin a temps per socórrer de la plaça de Toló el 26 de juliol, abans que els aliats.
El 4 d'agost el mariscal René de Froulay de Tessé va tornar a ocupar les altures de Santa Caterina, d'importància crucial, que els aliats havien pres en l'assalt la setmana precedent. Eugeni de Savoia, en comprovar que la seva rereguarda es veia amenaçada i les seves possibilitats de conquerir Toló havien disminuït sensiblement, va abandonar el setge el 22 d'agost de 1707 i es va retirar darrere del riu Var.

## Conseqüències
Més de 46 vaixells de guerra francesos d'entre 50 i 110 canons es van basar al port de Toulon i, quan els dos forts van caure el 19 d'agost, van ser enfonsats per evitar la captura o la destrucció del foc dels atacants i bloquejar l'entrada al port. Molts van resultar danyats més enllà de la reparació o no es van aixecar fins que acabés la guerra, donant als aliats el control de la Mediterrània occidental. El príncep Eugeni i Víctor Amadeus van recórrer els Alps a principis de setembre i van expulsar les restants guarnicions franceses al nord-oest del Piemont, però Villefranche i el comtat de Savoia van romandre en mans franceses fins al 1714. Vauban, en el seu llibre Oisivetés, atribueix aquesta explotació parcial a l'optimisme de les autoritats locals que esperaven recuperar els vaixells després del final del setge.
L'intent d'ocupar Toló va costar 10.000 homes a Eugeni de Savoia i va permetre que els anglesos dominessin a partir d'aquell moment el Mediterrani, ja que els francesos havien enfonsat els seus vaixells al port de Toló per evitar que l'esquadra caigués en mans de l'enemic.